# Osiecze
Osiecze [ɔˈɕɛt͡ʂɛ] (tiếng Đức: Neuhöfe)  là một ngôi làng thuộc khu hành chính của Gmina Świerzno, thuộc hạt Kamień, West Pomeranian Voivodeship, ở phía tây bắc Ba Lan. Nó nằm khoảng 6 kilômét (4 mi)   phía nam wierzno, 13 km (8 mi) về phía đông nam Kamień Pomorski và 61 km (38 mi) về phía đông bắc của thủ đô khu vực Szczecin.
Trước năm 1945, khu vực này là một phần của Đức. Đối với lịch sử của khu vực, xem Lịch sử của Pomerania.